# Hywel Dda
Hywel ap Cadell, anomenat Hywel Dda o Hywel el Bo, (880? — †950), va ser un rei de Powys, de Gwynedd i de Deheubarth que visqué al segle x. Se'l considera un dels reis britons més grans abans de la conquesta normanda de l'illa britànica. Gràcies a la seva actuació, Gal·les acabà el segle X amb un sistema codificat de lleis molt més avançat que els dels regnes anglesos de l'època.
Hywel va ser el fill petit de Cadell ap Rhodri i net de Rhodri Mawr o Rhodri el Gran. En l'any 905, Cadell, que havia conquerit el regne de Dyfed, el cedí al seu fill perquè el governés en nom seu. Aquest darrer establí la cort al castell de Dinefwr i consolidà la seva posició política esposant Elen, filla de Llywarch ap Hyfaidd, que es creu que fou el darrer príncep independent de Dyfed. En morir Cadell al 909, Hywel obtingué Seisyllwg (Ceredigion i Ystrad Tywi), la part sud del regne, i a la mort del seu germà el 920, fusionà Dyfed i Seisyllwg per formar un nou regne, el de Deheubarth. A la mort del seu cosí Idwal Foel (Idwal el Calb) el 942, s'apoderà també del territori de Gwynedd, i es trobà en possessió de tres quartes parts de l'actual país de Gal·les.
Malgrat la tendència imperant a l'època, el regnat de Hywel fou particularment pacífic, i fins i tot sembla que se sotmeté als reis anglesos Eduard I el 918 i Athelstan el 926. L'entesa amb els veïns era prou cordial com per fer-se encunyar moneda de plata a la vil·la anglesa de Chester; també va ser l'únic rei de Gal·les que va emetre moneda pròpia. Després d'haver estudiat el sistema legislatiu anglès i d'haver pelegrinat a Roma l'any 928, començà a aplicar en la tasca governativa diverses idees molt avançades al seu temps. És possible que es reunís amb el Sant Pare (encara que no se sap si fou el Papa Joan X, Lleó VI o Esteve VIII, ja que els tres ocuparen el Setial de Pere aquell any).
Als voltants de l'any 945 es va fer una assemblea a Hendy-gwyn ar Daf (Whitland en anglès), un aplec dels juristes del país on les lleis gal·leses foren codificades i transcrites per a la posteritat. La part més gran d'aquesta tasca fou obra del cèlebre erudit Blegywryd, i encara que no se'n conserven còpies coetànies, apareixen en manuscrits del segle xii que reconeixen el mèrit reial en la recopilació.
Després de la mort d'Hywl Dda, el regne fou partit en tres parts. Gwynedd fou pels fills d'Idwal, mentre que Deheubarth i Powys passaren als fills d'Hywel. El seu llegat més valuós, però, fou un codi legislatiu molt modern que es mantingué viu i que serví d'element de cohesió nacional fins a la conquesta anglesa de Gal·les.